# Tạ Thị Kiều
Tạ Thị Kiều (1938 - 2012) là một nữ Đại tá quân đội, Anh hùng Lực lượng vũ trang nhân dân và là một trong những thanh niên tiêu biểu của miền Nam được lựa chọn ra miền Bắc gặp Chủ tịch Hồ Chí Minh vào năm 1965.

## Thân thế và sự nghiệp
Anh hùng Tạ Thị Kiều (tức Mười Lý) sinh năm 1938, dân tộc Kinh, quê ở xã An Thạnh, huyện Mỏ Cày, tỉnh Bến Tre. Khi được tuyên dương Anh hùng, bà là đảng viên, cán bộ ban chỉ huy quân sự huyện Mỏ Cày.
Tạ Thị Kiều đã tổ chức và tham gia 107 cuộc đấu tranh chính trị trực diện với đối phương, chiến đấu 33 trận, diệt 7 tên địch, làm bị thương 11 tên, bắt sống 13 tên, thu 24 súng các loại. Tháng 1-1960, được phân công xây dựng phong trào, tổ chức cơ sở, gần 7 tháng ròng chị đã kiên trì vận động nhân dân, tổ chức nhiều cuộc đấu tranh chính trị với địch, phát triển được 3 tổ nòng cốt trong lực lượng cách mạng, vận động được 13 gia đình binh sĩ, tuyên truyền được 4 binh lính nguỵ về với nhân dân, tổ chức được 2 người khác giúp ta hoạt động. 

## Lịch sử
Xuất thân từ một gia đình có truyền thống yêu nước (cha, anh đều đi hoạt động cách mạng, gỉa đình là cơ sở nuôi cán bộ bí mật), Tạ Thị Kiều sớm được giác ngộ, căm thù giặc Mỹ và bè lũ tay sai đàn áp nhân dân, chia cầt đất nước, đổng chí đã tích cực, hăng hái hoạt động và trở thành người cán bộ nòng cốt trong phong trào cách mạng ở địa phương. Đồng chí đã tổ chức và tham gia 107 lần đấu tranh chính trị trực diện với địch, chiến đấu 33 trận, diệt 7 tên địch, bắn bị thương 11 tên, bắt sống 13 tên, thu 24 súng các loại. Trong chiến đấu, Tạ Thị Kiều luôn luôn bình tĩnh, dũng cảm, chỉ huy vững vàng, gan dạ và mưu trí.
Tháng 1 năm 1960, địch tăng cường củng cố khu trù mật Thành Thới để kìm kẹp nhân dân và đánh phá cơ sở của ta. Được phân công gây dựng phong trào, tổ chức cơ sở, đồng chí đã kiên trì vận động nhân dân và xung phong đi đầu trong các cuộc đấu tranh trực diện với địch, khéo léo làm công tác binh, địch vận, tranh thủ người tốt, phân hóa, cô lập bọn ác ôn ngoan cố, tích cực phát triển lực lượng nòng cốt trong hàng ngủ địch. Qua gần 7 tháng, Tạ Thị Kiều đã tổ chức được 107 cuộc đấu tranh chính trị, phát triển được 3 tổ nòng cốt trong lực lượng cách mạng, vận động được 13 gia đình binh sĩ, tuyên truyền được 4 lính ngụy về với nhân dân, tổ chức được 2 người khác giúp ta hoạt động tốt, gây cho địch một số thiệt hại và hạn chế được tác hại do hành động tội ác của chúng.
Để hỗ trợ cho đấu tranh chính trị, Tạ Thị Kiều tổ chức một tiểu đội du kích, thường xuyên hoạt động: rải truyền đơn, treo băng cờ, khẩu hiệu, phá rào ấp chiến lược, gài mìn, phá đường, đốt chòi canh, cảnh cáo, diệt ác ôn... khiến bọn địch ngày càng hoang mang, nao núng.
Trong trận đánh bốt An Bình, tuy lực lượng ta ít, nhưng do đồng chí đã xây dựng được cơ sở và nắm địch tốt, mưu trí tìm nhiều cách phân tán và đánh lừa địch, nên tạo điều kiện cho đồng đội xung phong lấy gọn bốt, quân ta an toàn và vẫn giữ được thế đấu tranh hợp pháp.
Trong trận đánh bốt Kinh Quang, Tạ Thị Kiều đã vạch ra kế hoạch và lại trực tiếp thực hiện, dụ bọn địch ra bờ kênh, tạo cơ hội cho anh em xông vào lấy đồn không tốn một viên đạn.
Tháng 10 năm 1961, đồng chí chỉ huy đội du kích phục kích đánh xe địch trên đường Mỏ Cày đi Thom, bắn cháy 1 xe ngay khi địch mới lọt vào trận địa. Lực lượng địch còn đông, ỷ thế mạnh, dùng hỏa lực áp đảo, bắn mạnh vào chỗ du kích ta bố trí, đồng thời bọn lính trên xe đi sau cũng triển khai, đánh trả ta quyết liệt. Xét tình thế bất lợi, đồng chí đã bình tĩnh một mình ở lại cơ động, chiến đấu, chặn địch cho anh em rút hết, sau đó, khi rút còn đưa được cả thương binh ra an toàn.

## Vinh danh
Năm 1965, bà Tạ Thị Kiều được phong tặng danh hiệu Anh hùng LLVTND và được tặng nhiều danh hiệu cao quý khác: Huân chương Chiến công giải phóng, Huân chương Quân công giải phóng, 2 năm liền (1963 - 1964) là Chiến sĩ thi đua của quân khu,.... Bà là một trong những thanh niên tiêu biểu được chọn ra miền Bắc gặp Bác Hồ vào năm 1965.

## Qua đời
Anh hùng LLVTND Tạ Thị Kiều đã qua đời vì bạo bệnh vào năm 2012.